# Battaglia di Petsamo
La battaglia di Petsamo è stato un episodio della guerra d'inverno tra Unione Sovietica e Finlandia e venne combattuta nei pressi della città di Petsamo (l'attuale Pečenga), nel nord della Finlandia tra la fine del 1939 e il marzo 1940.

## Contesto
Nonostante le forze sovietiche, pari a circa 52 500 uomini, fossero numericamente molto superiori alle truppe finlandesi poste sotto il comando del capitano Antti Pennanen, la maggior parte di tali forze vennero schierate dal generale Mereckov a protezione di Murmansk, nel timore di una possibile azione franco-britannica.

## La battaglia
Il 30 novembre 1939 alcuni elementi della 104ª divisione dell'Armata Rossa attraversarono il confine e occuparono la Penisola Rybachi. Il 1º dicembre il 242º reggimento di fanteria della 104ª divisione raggiunse Parkkina costringendo i finlandesi a ritirarsi verso Luostari.
Contemporaneamente la 52ª divisione sovietica venne trasportata via nave a Petsamo e da lì riprese l'offensiva avanzando fino a Höyhenjärvi, dove le truppe sovietiche si assestarono il 18 dicembre.
Nei due mesi seguenti le truppe sovietiche non tentarono ulteriori attacchi e le forze finlandesi si limitarono ad pochi raid e a operazioni di guerriglia.
Il 25 febbraio 1940, con il miglioramento delle condizioni climatiche, l'Armata Rossa riprese l'iniziativa costringendo i finlandesi a ritirarsi fino a Nautsi nei pressi del lago Inari, dove rimasero fino alla fine della guerra.

## Il trattato di pace
Con il trattato di Mosca la Finlandia fu costretta a cedere alcune parti del suo territorio all'URSS. Tra queste c'era la parte occidentale della Penisola Rybachi nella parte settentrionale dell'area di Petsamo.